# José Eduardo de Melo Gouveia

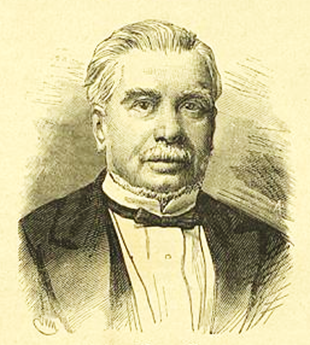
José de Melo Gouveia, c. 1881.

José Eduardo de Melo Gouveia (Coimbra, Santa Justa, 12 de Dezembro de 1815 - Lisboa, 15 de Dezembro de 1893) foi ministro da Marinha e Ultramar de Portugal, da Justiça, provisoriamente, e dos Negócios da Fazenda.

## Biografia
Filho de José de Melo Gouveia e de sua mulher Maria Fortunata de Melo. Era tio paterno do 1.º Visconde de Miranda do Corvo.

### Carreira académica
José de Melo Gouveia formou-se em Filosofia na Faculdade de Ciências da Universidade de Coimbra.

### Carreira profissional
A sua carreira administrativa teve inicio em 1845, onde exerceu a função de oficial-maior do Governo Civil do Distrito de Coimbra. Daí, passou para o lugar de secretário-geral do governo civil do Distrito de Vila Real, seguindo-se o cargo de administrador-geral das Matas Nacionais. Foi designado para Governador Civil dos Distritos de Coimbra, Vila Real, Leiria, Viana do Castelo e Viseu. Em 1870, é nomeado para exercer aquele cargo pelo Distrito do Porto, não chegando, no entanto, a exercer pelo facto de ter sido convidado para o cargo de ministro da Marinha e Ultramar. Foi, aínda, vogal do Supremo Tribunal Administrativo.

### Carreira política
Filiado no Partido Histórico, é eleito Deputado em várias Legislaturas, a primeira das quais em 1848.
Foi ministro da Marinha e Ultramar de Portugal de 29 de Outubro de 1870 a 13 de Setembro de 1871, no governo do Duque de Ávila; de Março de 1877 a 29 de Janeiro de 1878; e de 14 de Novembro de 1881 a 30 de Janeiro de 1883, no governo de Fontes Pereira de Melo. 
Durante o segundo período em que foi titular da pasta da Marinha e Ultramar, Melo Gouveia patrocinou a expedição a África de Serpa Pinto, Hermenegildo Capelo e Roberto Ivens. Também neste período, a 13 de Outubro de 1890, substitui o titular da pasta dos Negócios da Fazenda, Carlos Bento da Silva. 
Exerceu, também os cargos de ministro da Justiça, entre 30 de Janeiro e 1 de Março de 1871, substituindo Saraiva de Carvalho, de forma interina, e dos Negócios da fazenda de Portugal entre 19 de Maio de 1906 e 2 de Maio de 1907, no governo liderado pelo general João Crisóstomo de Abreu e Sousa.